# Collegio Caccia (Pavia)
Il palazzo, in stile neoclassico, ospitò il collegio universitario Caccia fino al 1820.

## Storia
Nel 1616 l’aristocratico novarese Giovanni Francesco Caccia, giureconsulto e oratore presso il senato di Milano, destinò nel proprio testamento dei fondi alla creazione a Pavia, allora unica università del ducato di Milano, di un collegio destinato alla formazione dei discendenti del fondatore e di altri membri della nobiltà novarese. Il collegio fu costituito giuridicamente solo nel 1671, e solo nel 1719 venne realizzato il palazzo. Nel 1796, Napoleone s'intallò nel palazzo, dove fece condannare a morte i capi della rivolta antifrancese, accordando infine clemenza alla città. Tra il 1784 e il 1793 l’edificio venne quasi integralmente ricostruito, i lavori e il progetto furono opera del milanese Antonio Ghezzi, in forme neoclassiche. Nel 1820 il collegio venne portato a Torino e l’edificio fu ceduto a privati.

## Descrizione
La facciata, molto razionale, presenta al piano terreno un alto zoccolo bugnato, elegantemente divisa in tre campi da paraste, ritmata da finestre col cappello alternatamente curvilineo e triangolare. Internamente si conservano sia stucchi e dipinti tardo settecenteschi, sia quadrature realizzate nella prima metà dell’Ottocento dal pittore e scenografo pavese Angelo Siro Ricci (1814- 1890).